# ムタバルーカ
ムタバルーカ（Mutabaruka, 1952年12月26日 - ）、本名アラン・ホープ（Allan Hope）は、ジャマイカ・キングストン市レータウン地区出身のダブ・ポエット。ムタバルーカとはルワンダ語で「常に勝利を得る者」という意味である。

## 略歴
電話局に勤務していた青年期にカトリックからラスタへ改宗し、頭髪のドレッドロックスを育てた。1980年には処女詩集『The First Poems』を出版。1983年にアール・チナ・スミスらが参加したデビューアルバム『Check It!』を、ブルースのレーベル「アリゲーター・レコード」からリリースした。1999年には、ハウスのリズムに合わせて詩を朗読した『Dis Poem '99』をリリースするなど、レゲエの枠に捉われず楽曲を制作している。
1994年よりジャマイカのレゲエ専門局IRIE FMにて番組「The Cutting Edge」のパーソナリティを務めている。1998年には、中国のチベット侵略に異議を唱え、ビースティ・ボーイズの呼びかけでチベタン・フリーダム・コンサートへ参加した。2001年に発表した楽曲『Life and Debt』は同年制作のアメリカ映画『ジャマイカ楽園の真実』(原題『Life and Debt』)の主題歌となった。2005年には詩集『The Next Poems / The First Poems』を出版した。

## 主な作品

### アルバム
- Check It! (1983)
- Dub Poets Dub (1983)
- Outcry (1984)
- The Mystery Unfolds (1986)
- Any Which Way...Freedom (1989)
- Mutabaruka Rounder (1990)
- Blakk Wi Blak...K...K... (1991)
- Melanin Man Shanachie (1994)
- Gathering of the Spirits (1998)
- Muta in Dub Blackheart (1998)
- Dis Poem '99 - 12 inch (1999)
- Life Squared (2002)

### 詩集
- The First Poems (1980)
- The Next Poems / The First Poems (2005)